# 孝石欣一
孝石 欣一（こうせき きんいち、1942年3月14日 - ）は、日本の地方公務員。大阪府土木部長、大阪府副知事、大阪府土地開発公社理事長、大阪府都市開発株式会社代表取締役社長、日本パレットプール株式会社取締役等を務めた。

## 人物・経歴
1964年大阪大学工学部土木工学科卒業、大阪府入庁。土木工学の技術畑を歩み、関西空港2期工事などを推進。1997年大阪府土木部長。1998年大阪大学構築会会長。1999年阪神高速道路公団理事。同年から同じ土木系技術職の金盛弥の後任として、梶本徳彦、木村良樹とともに大阪府副知事を務めた。2003年大阪府土地開発公社理事長。2004年 大阪府都市開発株式会社代表取締役社長。2005年社日本パレットプール株式会社取締役。一般財団法人災害科学研究所監事なども務めた。